# カリンデュラ
カリンデュラ（Kalindula）はベース・ギターの一種で、アフリカ中南部のポピュラー音楽のスタイルにその名前が付けられている。それは20世紀後半に始まり、ザンビアで人気があり、マラウイとジンバブエでも見られる。一部の人々は、それがコンゴ民主共和国で発生したと主張しているが、これは証拠によって完全に裏付けられているわけではない。20 世紀のポピュラー音楽の特徴と、リズミカルでメートル法的な要素を組み合わせた物だと言える。
カリンデュラの音楽スタイルは、アップテンポのリズムと、カリンデュラ・ベース・ギターに加えて、「バンジョー」(現地では「バーンジョー」と発音) と呼ばれる1つまたは複数の手作りのギターが特徴。自家製のドラムセットは、一部のカリンデュラ・バンドでも使用されている。都市部のカリンデュラ・バンドは、エレクトリック・ギター、エレクトリックベース、モダンなドラム・セットをアンサンブルに組み込むことが多い。
ザンビア南部州では、カリンデュラ・バンドがチクニ・ラジオ局が後援する毎年恒例のトンガ音楽祭に参加するために競い合っている。優勝グループにはラジオ局から録音契約が提供され、そのテープは州内の市場で販売される。南部州での現在の人気グループは、Green MambaとMashombe Blue Jeans。 2005年のNgoma Music Awardを受賞したAmayengeは、コッパーベルトのカリンデュラ・シーンを支配する「ベスト・バンド」としていくつかの地域および全国の賞を受賞したDistro Kuombokaバンドと共に、もう1つの有名で確立されたグループである。